# Edwin Villafuerte
Edwin Alberto Villafuerte Posligua (* 12. März 1979 in Guayaquil) ist ein ehemaliger ecuadorianischer Fußballspieler (Torwart).

## Karriere

### Vereinsfußball
Villafuerte spielte seit der Saison 1997 bei Barcelona SC Guayaquil in seiner Heimat Ecuador. 1998 gab er sein Erstligadebüt, blieb aber im Kader Torhüter Nummer 2 hinter Nationaltorhüter José Francisco Cevallos. Nach einer Verletzung von Cevallos stieg er in der Saison 2004 zum Stammtorhüter auf und wurde nach der Copa América 2004 auch Stammtorhüter der Nationalmannschaft. In der Saison 2005 hatte er es aber schwer, sich im Verein dauerhaft gegen den genesenen und zu Barcelona SC zurückgekehrten Cevallos durchzusetzen. Anfang 2006 wechselte er als Leihgabe zu Deportivo Quito, wo er in der Saison 2006 Stammtorhüter war. Zur Saison 2007 kehrte er zu Barcelona zurück. Im Februar 2007 erkrankte er an Denguefieber, konnte aber seine Karriere bald fortsetzen. Nachdem er bei Barcelona in der Saison 2007 jedoch nur Nummer 2 hinter dem Argentinier Gastón Sessa geblieben war, wechselte er zur Saison 2008 zu CD Olmedo nach Riobamba. Wegen einer Verletzung musste er dort fast die gesamte erste Saisonhälfte pausieren. In der Saison 2009 wechselte er zum Club Técnico Universitario.

### Nationalmannschaft
Villafuerte spielte für die U17-, die U20- und die U23-Auswahlmannschaften Ecuadors. 1995 nahm er an der U-17-Weltmeisterschaft teil. In der A-Nationalmannschaft wurde er seit seinem Debüt am 5. September 2004 im WM-Qualifikationsspiel in Uruguay bisher 15 Mal eingesetzt. Er war während der Qualifikation zur Weltmeisterschaft 2006 der profilierteste Torhüter. Unter anderem stand er bei den Siegen gegen Argentinien und Brasilien im Tor. Inzwischen wurde er durch Cristian Mora als Stammtorhüter verdrängt. Er stand als zweiter Torhüter im Kader Ecuadors für die Weltmeisterschaft 2006, wurde aber nicht eingesetzt. Seither hat er keine Länderspiele mehr bestritten.

## Erfolge
- Teilnahme an der Fußball-U-17-Weltmeisterschaft 1995
- Teilnahme an der Fußball-Weltmeisterschaft 2006 in Deutschland